# Пауль Шульц
Пауль Шульц (нім. Paul Schultz; 30 жовтня 1891, Вельцгайм — 15 вересня 1964, Тюбінген) — німецький офіцер, генерал-майор вермахту. Кавалер Лицарського хреста Залізного хреста з дубовим листям.

## Біографія
Учасник Першої світової війни. 31 січня 1920 року демобілізований і вступив на службу в поліцію. 1 жовтня 1936 року перейшов у вермахт, командир 2-го батальйону 35-го піхотного полку. З 26 серпня 1939 року — командир 78-го піхотного запасного полку, з 1 грудня 1939 року — 308-го піхотного полку 198-ї піхотної дивізії. Учасник Французької і Балканської кампаній, а також Німецько-радянської війни. Відзначився у боях за Краснодар та на Кубані. З 1 серпня 1943 року — начальник військової школи 6-ї, з 10 жовтня 1944 року — 8-ї армії. В травні 1945 року здався американським військам. 11 червня 1947 року звільнений.

## Сім'я
29 квітня 1920 року одружився з Гільдою Рюдігер. В пари народились 2 дочки і син. Куно Пауль Шульц (21 лютого 1923, Тюбінген — 10 липня 1942, Орел), лейтенант 35-го піхотного полку, загинув у бою.

## Звання
- Фанен-юнкер (10 липня 1912)
- Фенріх (22 березня 1913)
- Лейтенант (25 лютого 1914; патент від 17 лютого 1914)
- Оберлейтенант запасу (1 лютого 1920)
- Оберлейтенант поліції (1 квітня 1920)
- Гауптман поліції (1 грудня 1923)
- Майор поліції (1 червня 1933)
- Майор (15 жовтня 1935)
- Оберстлейтенант (30 вересня 1937)
- Оберст (1 вересня 1940)
- Генерал-майор (1 березня 1944)

## Нагороди
- Залізний хрест
  - 2-го класу (9 вересня 1914)
  - 1-го класу (6 липня 1918)
- Медаль «За військові заслуги» (Вюртемберг)
- Орден Фрідріха (Вюртемберг), лицарський хрест 1-го класу
- Нагрудний знак «За поранення» в сріблі — за 2 поранення (вересень 1914 і липень 1916).
- Почесний хрест ветерана війни з мечами (1934)
- Німецька імперська відзнака за фізичну підготовку в бронзі
- Спортивний знак СА в бронзі
- Медаль «За вислугу років у Вермахті» 4-го, 3-го, 2-го і 1-го класу (25 років)
- Застібка до Залізного хреста
  - 2-го класу (17 квітня 1940)
  - 1-го класу (1 серпня 1940)
- Медаль «За Атлантичний вал» (1940)
- Штурмовий піхотний знак в сріблі
- Орден «Святий Олександр», командорський хрест (Третє Болгарське царство; 11 вересня 1941)
- Німецький хрест в золоті (18 жовтня 1941)
- Орден Зірки Румунії, лицарський хрест (2 травня 1942)
- Медаль «За зимову кампанію на Сході 1941/42» (12 серпня 1942)
- Лицарський хрест Залізного хреста з дубовим листям
  - лицарський хрест (3 вересня 1942)
  - дубове листя (№ 284; 26 серпня 1943)
- Кубанський щит
- Хрест Воєнних заслуг 2-го класу з мечами